# Kasper Søndergaard
Kasper Søndergaard Sarup (født 9. juni 1981 i Breum) er en dansk tidligere håndboldspiller, der senest spillede for Skjern Håndbold  i Håndboldligaen og i en længere periode på det danske herrelandshold. Han har også spillet i blandt andet Århus GF og KIF Kolding.
Kasper Søndergaards foretrukne plads var som venstrehåndet højreback. Han startede med at spille håndbold som 7-årig i den lille by Breum i Østsalling.
Siden 2020 har han været tilknyttet som assistenttræner for Skjern Håndbold.

## Karriere

### Klub
Som ung kom han til Ikast FS, men sit gennembrud fik han i Århus GF, hvortil han kom i 2003. Han var med til at vinde DM-sølv med klubben i 2005, inden han ved årsskiftet 2006-07 skiftede til KIF Kolding. Her var Søndergaard med til at vinde DM-guld i 2009. Efter fire sæsoner i KIF Kolding skiftede Søndergaard i sommeren 2011 til Skjern Håndbold. Han opnåede to titler for Skjern, pokalsejren i 2014 og DM-bronze i 2019, hvor Søndergaard dog sad ude med en skade.

### Landshold
Søndergaard kom med sine mange mål for klubholdet og sin position som højreback i landstrænerens søgelys, og han fik sin debut i maj 2004 på A-landsholdet. Han kom med til VM 2007 i Tyskland, men blev efter de tre indledende kampe erstattet af en anden spiller. Han blev inkluderet i truppen til EM i Norge 2008, hvor han var med til at blive europamester. I sommeren 2008 var han også med i den danske trup til OL i Beijing. Ved VM i Kroatien 2009 fik han en skade i foden og måtte lade sig udskifte med Klavs Bruun Jørgensen. Ved VM 2011 var Søndergaard en af de bærende kræfter i Danmarks offensiv, hvor han i finalen mod Frankrig måtte udgå med en skade i de første minutter af kampen. Ved EM 2012 var han endnu engang en del af den danske trup og var med til at vinde Danmarks anden EM-guldmedalje i herrehåndbold nogensinde. Han var også udtaget til OL i London, hvor Danmark røg ud i kvartfinalerne med et nederlag på 27-25 til Sverige. Søndergaard blev igen en del af danske trup ved OL i Rio 2016, hvor Danmark blev olympiske mestre. Han meddelte i oktober 2017, at han fremover ikke ville stå til rådighed for landsholdet. På det tidspunkt var han den mest vindende danske mandlige håndboldspiller gennem tiderne med to EM-guld og en OL-guld. Han nåede at spille 183 kampe og score 395 mål.